# 民族园路
39°58′57″N 116°23′30″E / 39.9825263°N 116.3915915°E
民族园路是位于中国北京市朝阳区的一条道路。

## 简介
中华民族园于1992年开始建设，1994年6月18日北园建成开放，2001年9月29日南园建成开放。民族园路即因位于中华民族园北园和南园之间而得名。民族园路为东西走向，西到北辰西路，与民族园西路连接，东到北辰路，与奥体中路连接。